# Kloster Münnerstadt

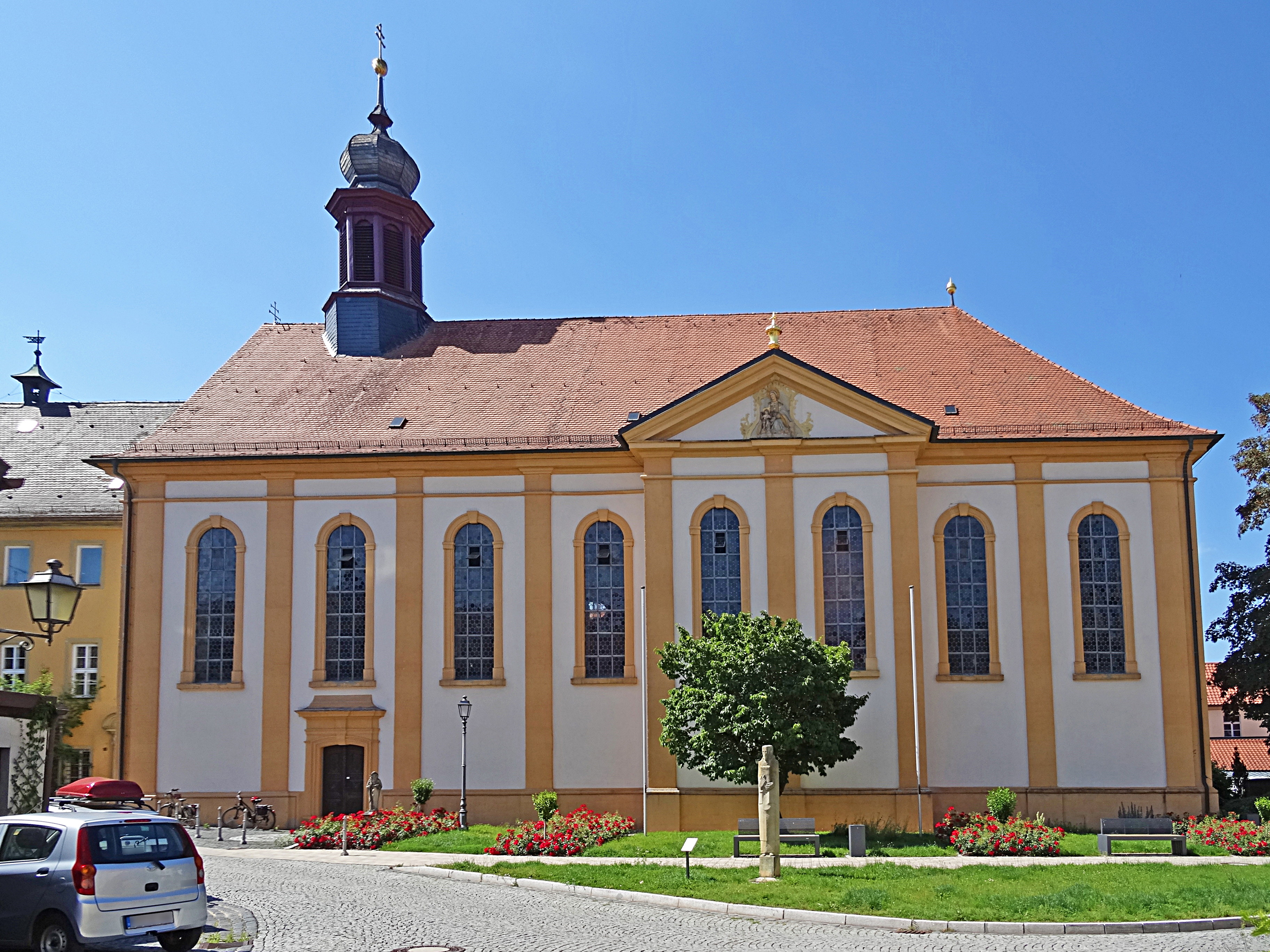
Augustinerklosterkirche

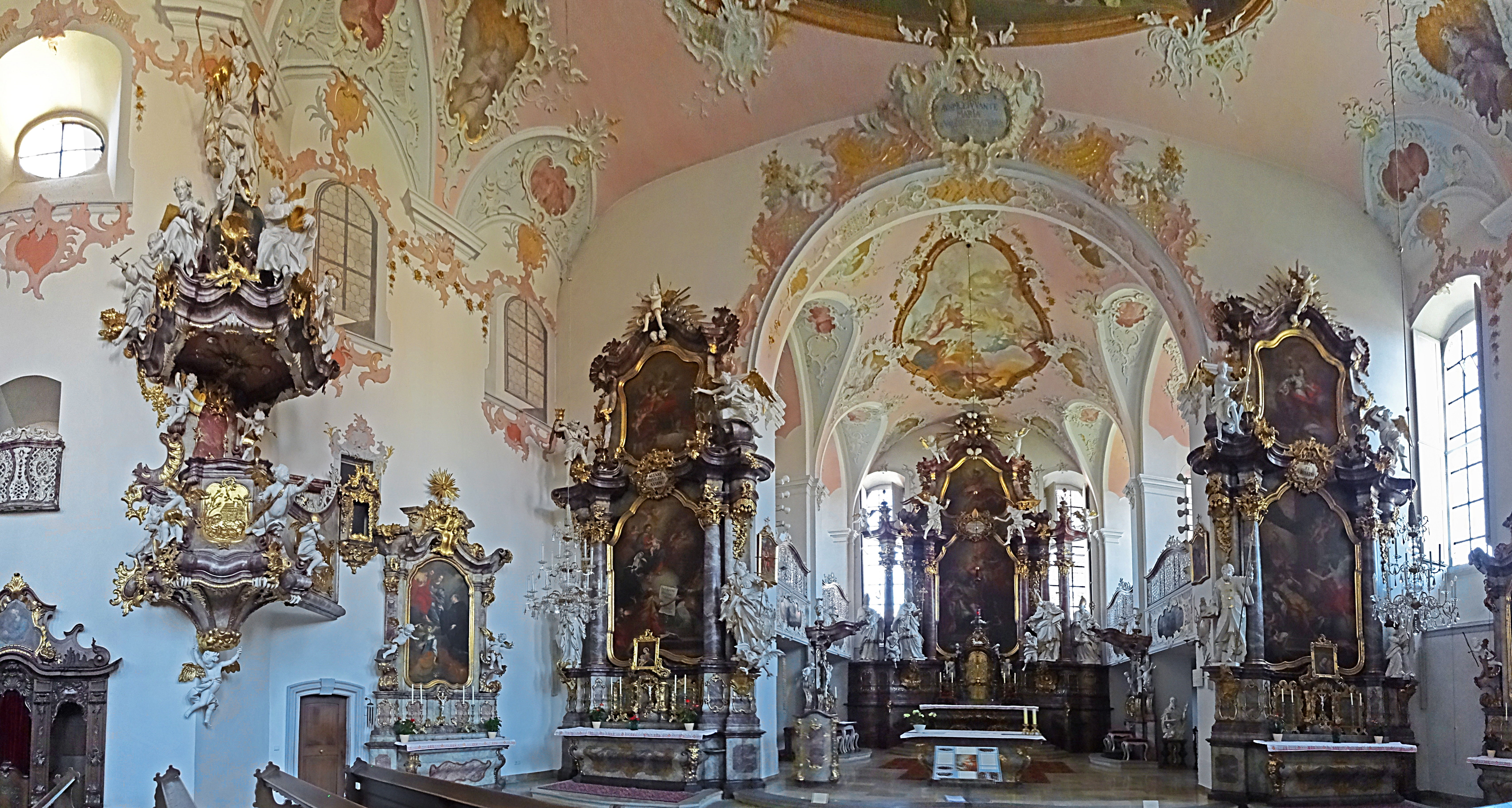
Ostchor und Kanzel

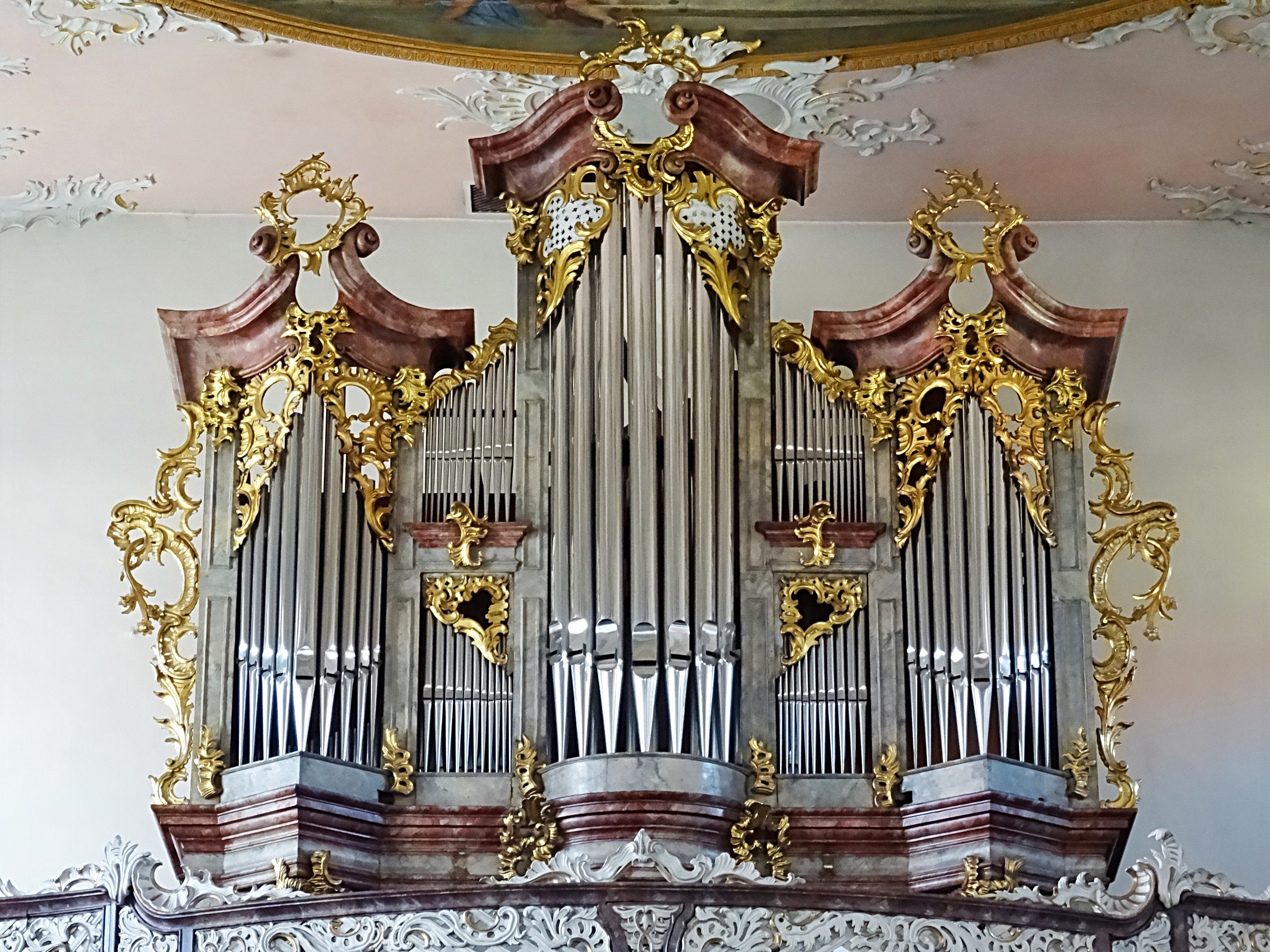
Die Orgel

Das Kloster Münnerstadt ist ein Kloster der Augustiner (früherer Name Augustinereremiten) in Münnerstadt in Bayern in der Diözese Würzburg.

## Geschichte
Das St. Michael und St. Augustinus geweihte Kloster wurde 1279 durch die Stadt Münnerstadt gegründet. Nach schweren Verwüstungen in den Bauernkriegen mussten die Mönche nach Würzburg fliehen, das Kloster stand bis 1652 leer. Im Zuge der Säkularisation erfolgte keine Aufhebung. Das 1803 geschlossene Gymnasium wurde 1806 wieder geöffnet. Der Konvent wurde 1895 zum Ausgangspunkt für die Neuerrichtung der deutschen Augustinerprovinz durch Pater Pius Keller. Zusammen mit dem Münnerstadter Juliusspital entstand 2002 in einem leerstehenden Teil des Klosters ein Trakt für Betreutes Wohnen, der sowohl durch ältere Ordensangehörige, als auch von Nicht-Ordensangehörigen genutzt wird.

## Bibliothek
Die Augustinerbibliothek Münnerstadt ist die größte Spezialbibliothek im deutschen Sprachraum zu den Themenbereichen Augustinus, Augustinismus und zur Geschichte des Augustinerordens. Die Klosterbibliothek mit ca. 62.000 Bänden verfügt darüber hinaus über historische Buchbestände aus dem 15. bis 18. Jahrhundert, darunter Johann Wolfgang von Goethes Die Leiden des jungen Werther aus dem Jahre 1775 – mithin „nur“ ein Raubdruck –, eine Erstausgabe von Friedrich Schillers Jungfrau von Orleans, Originalausgaben von Martin Luthers Flugschriften oder das älteste Pergament aus dem Jahre 1240 in alemannischer Sprache. Pater Leonhard Lochner war ab 1995 für die Neuordnung der heutigen modernen Bibliothek verantwortlich.

## Orgel
Johann Philipp Seuffert baute 1756 in der Klosterkirche eine neue Orgel, deren Innenwerk im Jahr 1900 durch Otto Hochrein ersetzt wurde. Hinter dem Rokoko-Prospekt errichtete Michael Weise 1936 ein neues Werk unter Verwendung älterer Teile. 1979 erfolgte ein Umbau durch Horst Hoffmann.
Als Organisten fungieren der hauptamtliche Regionalkantor Peter Rottmann sowie die nebenamtlichen Kirchenmusiker Gabriele Greubel und Thomas Balling.